# محمدتقی نقدعلی
محمدتقی نقدعلی روحانی و سیاستمدار ایرانی است. وی موفق شد در یازدهمین انتخابات مجلس شورای اسلامی که در تاریخ ۲ اسفند ۱۳۹۸ برگزار شد، با کسب ۳۶ هزار و ۵۸ رای از مجموع ۶۹ هزار و ۵۱۸ رأی مأخوذه صحیح، از حوزه انتخابیه خمینی‌شهر از استان اصفهان انتخاب گردد و به مجلس راه یابد. وی در دوازدهمین دوره انتخابات مجلس شورای اسلامی برای بار دوم با ۴۵۷۸۳ رأی راهی بهارستان شد. ۲۴ ژانویه ۲۰۲۳ اتحادیه اروپا محمدتقی نقدعلی را به دلیل نقش او در سرکوب اعتراضات پس از کشته شدن مهسا امینی در فهرست تحریم‌های خود قرار داد.

## دیدگاه‌ها

### اعدام محسن شکاری مبارک است
بعد از اعدام محسن شکاری در میانه خیزش ۱۴۰۱ ایران و انتقادات مطرح شده بعد از آن، نقدعلی اعلام کرد «اعدام محسن شکاری مبارک است» و تأکید کرد که «حکم محسن شکاری خیلی هم دیر اجرا شد و ما باید به سمت قضایی اسلامی برویم چرا که قضایی اسلامی در لحظه است و سنت درست همین است که سریع رسیدگی شود.»

### کشیدن چاقو برای ترساندن یک نفر محاربه است
نقد علی دربارهٔ محاربه و حکم آن اعتقاد دارد که «آنچه در ادله شرعی آمده و مبنای قانونی این ماده است، اساساً کسی استثنا نشده است. (در تعریف محاربه، باید برای هراس مردم باشه نه نیروی نظامی یا مأموران) مأمور هم قبل از اینکه مأمور باشد، یک شهروند است و فتوای صریح داریم که حتی اگر برای ترساندن یک نفر، چاقو بکشد مصداق محاربه است.»

### جامعه ایمانی منتظر نهایی‌شدن لایحه عفاف و حجاب است
نقدعلی به عنوان عضو کمیسیون حقوقی و قضایی مجلس شورای اسلامی خواستار ارسال هر چه سریعتر گزارش رفع ایرادات شورای نگهبان در لایحه عفاف و حجاب به شورا شد و گفت: جامعه ایمانی منتظر نهایی شدن لایحه عفاف و حجاب است.

### تعطیلی شنبه روز عبادت را تحت‌الشعاع قرار می‌دهد
نقدعلی پس از تصویب تعطیلی روز شنبه در صحن علی مجلس گفت: تعطیلی شنبه، روز جمعه به‌عنوان روز عبادت را تحت‌الشعاع قرار می‌دهد و آثار سوء فرهنگی دارد.

## تحریم‌ها
اتحادیه اروپا، محمدتقی نقدعلی را به همراه ۱۷ شخصیت حقیقی و ۱۹ شخصیت حقوقی جمهوری اسلامی در ۲۴ ژانویه ۲۰۲۳ در فهرست تحریم‌های جدید خود قرار داد. این تحریم به دلیل نقش او در سرکوب وحشیانه اعتراضات پس از کشته شدن مهسا امینی توسط جمهوری اسلامی است.